# Aegon International 2013
Aegon International 2013 - чоловічий і жіночий тенісний турнір, що проходив на відкритих кортах з трав'яним покриттям. Це був 39-й турнір серед жінок і 5-й - серед чоловіків. Належав до серії WTA Premier в рамках Туру WTA 2013 і 250 у рамках Туру ATP 2013. Проходив у Devonshire Park Lawn Tennis Club в Істборні (Велика Британія) з 17 до 22 червня 2013 року.

## Очки і призові

### Нарахування очок
| Дисципліна                 | П   | Ф   | ПФ  | ЧФ  | 1/8 | 1/16 | Q   | Q3  | Q2  | Q1  |
| Одиночний розряд, чоловіки | 250 | 150 | 90  | 45  | 20  | 0    | 12  | 6   | 0   | 0   |
| Парний розряд, чоловіки    | 250 | 150 | 90  | 45  | 0   | Н/Д  | Н/Д | Н/Д | Н/Д | Н/Д |
| Одиночний розряд, жінки    | 470 | 320 | 200 | 120 | 60  | 1    | 20  | 12  | 8   | 1   |
| Парний розряд, жінки       | 470 | 320 | 200 | 120 | 1   | Н/Д  | Н/Д | Н/Д | Н/Д | Н/Д |

### Призові гроші
| Дисципліна                 | П        | Ф       | ПФ      | ЧФ      | 1/8    | 1/16   | Q3     | Q2     | Q1   |
| Одиночний розряд, чоловіки | €84,550  | €44,540 | €24,125 | €13,745 | €8,100 | €4,800 | €775   | €370   | Н/Д  |
| Парний розряд, чоловіки *  | €25,700  | €13,500 | €7,320  | €4,910  | €2,450 | Н/Д    | Н/Д    | Н/Д    | Н/Д  |
| Одиночний розряд, жінки    | $117,000 | $62,300 | $33,250 | $17,850 | $9,550 | $4,590 | $2,720 | $1,450 | $805 |
| Парний розряд, жінки *     | $36,500  | $19,480 | $10,650 | $5,425  | $2,940 | Н/Д    | Н/Д    | Н/Д    | Н/Д  |

* на пару

## Учасники основної сітки в рамках чоловічого турніру

### Сіяні гравці
| Країна    | Гравець              | Рейтинг1 | Сіяний |
| --------- | -------------------- | -------- | ------ |
| Канада    | Мілош Раоніч         | 15       | 1      |
| Франція   | Жиль Сімон           | 17       | 2      |
| Німеччина | Філіпп Кольшрайбер   | 18       | 3      |
| Аргентина | Хуан Монако          | 20       | 4      |
| ПАР       | Кевін Андерсон       | 23       | 5      |
| Україна   | Олександр Долгополов | 24       | 6      |
| Італія    | Андреас Сеппі        | 26       | 7      |
| Італія    | Фабіо Фоніні         | 31       | 8      |

- 1 Рейтинг подано станом на 10 червня 2013.

### Інші учасники
Нижче наведено учасників, які отримали вайлд-кард на участь в основній сітці:
- Кайл Едмунд
- Мілош Раоніч[1]
- James Ward

Нижче наведено гравців, які пробились в основну сітку через стадію кваліфікації:
- Джеймс Блейк
- Кенні де Схеппер
- Раян Гаррісон
- Ґійом Рюфен

### Відмовились від участі
До початку турніру
- Томас Беллуччі

## Учасники основної сітки в парному розряді

### Сіяні пари
| Країна          | Гравець          | Країна          | Гравець         | Рейтинг1 | Сіяні |
| --------------- | ---------------- | --------------- | --------------- | -------- | ----- |
| Австрія         | Александер Пея   | Бразилія        | Бруно Соарес    | 15       | 1     |
| Швеція          | Роберт Ліндстедт | Канада          | Деніел Нестор   | 26       | 2     |
| Індія           | Леандер Паес     | Чехія           | Радек Штепанек  | 27       | 3     |
| Велика Британія | Колін Флемінг    | Велика Британія | Джонатан Маррей | 42       | 4     |

- Рейтинг подано станом на 10 червня 2013.

### Інші учасники
Нижче наведено пари, які отримали вайлдкард на участь в основній сітці:
- Джеймі Дельгадо /  James Ward
- Кайл Едмунд /  Sean Thornley

## Учасниці основної сітки в рамках жіночого турніру

### Сіяні учасниці
| Країна    | Гравчиня           | Рейтинг1 | Сіяна |
| --------- | ------------------ | -------- | ----- |
| Польща    | Агнешка Радванська | 4        | 1     |
| КНР       | Лі На              | 6        | 2     |
| Німеччина | Анджелік Кербер    | 7        | 3     |
| Чехія     | Петра Квітова      | 8        | 4     |
| Данія     | Каролін Возняцкі   | 9        | 5     |
| Росія     | Марія Кириленко    | 10       | 6     |
| Сербія    | Ана Іванович       | 12       | 7     |
| Росія     | Надія Петрова      | 13       | 8     |

- 1 Рейтинг подано станом на 10 червня 2013.

### Інші учасниці
Нижче наведено учасниць, які отримали вайлд-кард на участь в основній сітці:
- Саманта Стосур[2]
- Джоанна Конта[3]
- Олена Балтача[4]

Нижче наведено гравчинь, які пробились в основну сітку через стадію кваліфікації:
- Юлія Бейгельзимер
- Джеймі Гемптон
- Крістина Плішкова
- Ольга Пучкова

### Відмовились від участі
До початку турніру
- Сара Еррані[5]
- Ярослава Шведова[6]
- Слоун Стівенс[6]

### Знялись
- Таміра Пашек (травма стегна)
- Маріон Бартолі (вірусне захворювання)

## Учасниці основної сітки в парному розряді

### Сіяні пари
| Країна    | Гравчиня             | Країна   | Гравчиня           | Рейтинг1 | Сіяна |
| --------- | -------------------- | -------- | ------------------ | -------- | ----- |
| Росія     | Надія Петрова        | Словенія | Катарина Среботнік | 11       | 1     |
| США       | Лізель Губер         | Індія    | Саня Мірза         | 26       | 2     |
| Німеччина | Анна-Лена Гренефельд | Чехія    | Квета Пешке        | 38       | 3     |
| Італія    | Флавія Пеннетта      | Росія    | Олена Весніна      | 53       | 4     |

- 1 Рейтинг подано станом на 10 червня 2013.

### Інші учасниці
Нижче наведено пари, які отримали вайлдкард на участь в основній сітці:
- Петра Квітова /  Яніна Вікмаєр
- Енн Кеотавонг /  Саманта Маррей

## Переможниці та фіналістки

### Чоловіки. Одиночний розряд
- Фелісіано Лопес —  Жиль Сімон, 7–6(7–2), 6–7(5–7), 6–0
- Для Лопеса це був третій титул у кар'єрі, перший починаючи з 2010 року і перший на траві.

### Одиночний розряд. Жінки
- Олена Весніна —  Джеймі Гемптон, 6–2, 6–1
- Для Весніної це був другий титул за сезон і другий - у кар'єрі, її перший на Hobart International.

### Парний розряд. Чоловіки
- Александер Пея /  Бруно Соарес —  Колін Флемінг /  Джонатан Маррей, 3–6, 6–3, [10–8]

### Парний розряд. Жінки
- Надія Петрова /  Катарина Среботнік —  Моніка Нікулеску /  Клара Закопалова, 6–3, 6–3